# Jerry Speyer
Pour les articles homonymes, voir Speyer.
Jerry I. Speyer, né le 23 juin 1940, à Milwaukee dans le Wisconsin, est l'un des associés fondateurs de la société immobilière new-yorkaise Tishman Speyer, propriétaire du Chrysler Building et du Rockefeller Center.

## Jeunesse
Selon son profil paru en 1998 dans The New York Times, « La mère de Speyer est suisse, et son père est issu d'une des vieilles familles juives de Francfort qui dut fuir l'Allemagne en 1939. Speyer étudie la littérature allemande à l'université Columbia ». Il obtient son bachelor en 1962, puis son Master à la Columbia Business School en 1964.

## Affaires et vie sociale
Sa carrière débute en 1964 comme assistant du vice-président du Madison Square Garden. Il est ensuite président et CEO depuis la fondation de Tishman Speyer en 1978.
Il est administrateur et membre du comité exécutif de la Federal Reserve Bank of New York, vice-président du New York Presbyterian Hospital, de la Rand Corporation et président du comité exécutif, président émérite de la Columbia University, président émérite de la chambre immobilière de New York. Il est également vice-président du Museum of Modern Art et président émérite de l'nfluent Partnership for New York City, fondé par David Rockefeller.
Speyer siège au conseil d'administration du Carnegie Hall, de Siemens AG et du Real Estate Roundtable, entre autres. Il est membre de l'Economic Club of New York et du Conseil des relations étrangères.